# Ballus
Ballus là một chi nhện trong họ Salticidae. Loài đặc trưng là Ballus chalybeius.

## Các loài
Chi này có các loài:
- Ballus armadillo (Simon, 1871)
- Ballus chalybeius (Walckenaer, 1802)
- Ballus japonicus Saito, 1939
- Ballus lendli Kolosváry, 1934
- Ballus piger O. P.-Cambridge, 1876
- Ballus rufipes (Simon, 1868)
- Ballus segmentatus Simon, 1900
- Ballus sellatus Simon, 1900
- Ballus tabupumensis Petrunkevitch, 1914
- Ballus variegatus Simon, 1876